# خورخه سائنز
خورخه سائنز (اسپانیایی: Jorge Sáenz de Miera Colmeiro‎؛ زادهٔ ۱۸ نوامبر ۱۹۹۶) بازیکن فوتبال اهل اسپانیا است که در پست مدافع برای باشگاه فوتبال تنریف بازی می‌کند.
وی همچنین در تیم ملی فوتبال زیر ۲۱ سال اسپانیا بازی کرده‌است.